# Онука (Румунія)
Онука (рум. Onuca) — село у повіті Муреш в Румунії. Входить до складу комуни Ферегеу.
Село розташоване на відстані 280 км на північний захід від Бухареста, 20 км на північ від Тиргу-Муреша, 74 км на схід від Клуж-Напоки, 143 км на північний захід від Брашова.

## Населення
За даними перепису населення 2002 року у селі проживала 71 особа.
Національний склад населення села:
| Національність | Кількість осіб | Відсоток |
| -------------- | -------------- | -------- |
| угорці         | 55             | 77,5%    |
| румуни         | 16             | 22,5%    |

Рідною мовою назвали:
| Мова      | Кількість осіб | Відсоток |
| --------- | -------------- | -------- |
| угорська  | 55             | 77,5%    |
| румунська | 16             | 22,5%    |